# Bukit Mertajam
Bukit Mertajam is een stad in de Maleisische deelstaat Penang.
Bukit Mertajam telt 13.000 inwoners.